# Вахер, Инги
Инги Вахер (эст. Ingi Vaher; 31 мая 1930 — 24 октября 1999) — эстонская и советская художница по стеклу, гравёр.

## Биография
Инги Вахер родилась 31 мая 1930 года в Таллине.
Инги Вахер училась в Государственном художественном институте Эстонской ССР на кафедре художественной обработки стекла под руководством Макса Роосма. После окончания института вместе с сокурсницей Мирьям Маасикас была направлена гравером на стекольный завод Тарбеклаас. Инги Вахер работала на заводе с 1955 года по 1965 год, сначала гравером, а 1960 года была художницей завода. С 1965 по 1969 год училась в аспирантуре Высшего художественно-промышленного училища имени В. Мухиной в Ленинграде. С 1966 по 1989 год Инги Вахер работала в промышленном управлении Совета Министров ЭССР.
Инги Вахер умерла 24 октября 1999 года. Похоронена на таллинском кладбище Вана-Каарли комплекса Сизелинна.

## Творчество
В первые годы работы на Тарбеклаас в задачи Инги Вахер входило гравирование серийных изделий, для декорирования которых требовалось большое мастерство. В том числе Инги Вахер гравировала вазы, которые экспонировались на Всемирной выставке в Брюсселе в 1958 году.
А кроме того, она начала работать над созданием изделий по собственному дизайну ещё до того, как официально стала художницей завода, и первые из них были выпущены на Тарбеклаас уже во второй половине 1950-х годов.
Несмотря на то, что Инги Вахер сравнительно недолго работала на Тарбеклаас, её вклад в историю эстонского стеклоделия значительный. Инги Вахер совместно с Мирьям Маасикас и главной художницей завода Хельгой Кырге заложили основы индивидуального стиля продукции завода Тарбеклаас.
Дизайны Инги Вахер отличает узнаваемая простота и элегантность форм и декора, а также желание экспериментировать.
Одной из знаковых работ Инги Вахер является серия ваз и мисок выполненная в конце 1950-х и начале 1960-х в гутной технике из дымчатого и молочного стекла, деорированные стеклянной нитью. Считается, что эта серия работ положила начало истории студийного стекла в Эстонии.
Среди других известных её работ вазы для одного цветка, наборы бокалов «Тульп»(эст. "Tulp" — тюльпан) и «Рита»(эст. "Rita"), сервиз «Койт»(эст. "Koit" — рассвет) и набор «Ыун» (эст. "Õun" — яблоко).

## Выставки
В 2015 году в Олуствере прошла выставка работ Инги Вахер, на которой экспонировались изделия из стекла, созданные с 1955 по 1974 год.
В 2016 состоялась обширная выставка изделий стекольного завода Тарбеклаас. Экспонировалось 954 предмета, среди которых были и изделия выполненные по дизайну Инги Вахер. На основе этой выставки была издана книга.